# Harmatfűfélék
A harmatfűfélék (Droseraceae) a szegfűvirágúak (Caryophyllales) rendbe tartozó, mocsaras, lápos élőhelyeket kedvelő, rovarfogó növénycsalád. A három ide tartozó nemzetség 115 fajának nagy része Ausztráliában honos. Magyarországon két faj él, a Kárpát-medencében négy.

## Rendszerezésük

### APG II
Az APG-rendszer a korábbi szerzők által önálló rendként leírt rovarfogó növényeket családként integrálta a Caryophyllales kládba. Mindezt az utóbbi években megszaporodott molekuláris szintű kutatások igazolják. A kládba három nemzetség tartozik:
- Dionaea (fajok: Vénusz légycsapója)
- Aldrovanda (fajok: Aldrovanda vesiculosa)
- Drosera (fajok: Kereklevelű harmatfű)

### Cronquist és Takhtajan
A Cronquist-rendszer családként tárgyalja a csoportot a Dilleniidae alosztály Nepenthales rendjében. Takhtajan szintén a Dilleniidae alosztályba sorolta a családot, de a Nepenthanae főrend Drosales rendjébe.

## Jellemzők

### virág
A virágok általában hímnősek és sugaras szimmetriájúak. A csészelevél, a sziromlevél és a porzók száma egyaránt négy vagy öt. A felső állású magház 3-5 termőlevélből nőtt össze, a termés tok.

### levelek
A család legfőbb érdekessége, hogy a levelek rovarok csapdába ejtésére és megemésztésére specializálódtak. Ennek pontos mechanizmusa mindhárom nemzetség esetén különböző.